# テレグラム・サム
「テレグラム・サム」（Telegram Sam）は、T・レックスが1972年にシングルA面曲として発表した楽曲。同年発売のアルバム『ザ・スライダー』にも収録された。

## 背景
タイトルはバンドのマネージャー、トニー・セカンダのニックネームに由来しており、歌詞に登場する「ジャングル・フェイス・ジェイク」はセカンダのアシスタントを務めていたシド・ウォーカー、「ボビー」はボブ・ディランを指している。本作は、バンド自身のレーベル「T. Rex Wax Co.」からの第1弾リリースとなった。

## 反響
全英シングルチャートでは14週トップ100入りして最高1位を記録し、バンドにとって3作目の全英1位獲得シングルとなった。アメリカでは5週にわたりBillboard Hot 100入りし、1972年5月13日付のチャートで最高67位を記録するが、結果的にはバンド最後の全米トップ100シングルとなった。

## カヴァー

### バウハウスによるカヴァー
バウハウスは1980年12月、「テレグラム・サム」のカヴァーをシングルA面曲として発表した。バンドのブレイク後の1982年には、ニュージーランドのシングル・チャートにおいて13週連続でトップ50入りし、最高17位を記録した。12インチ・シングルのみ収録のカップリング曲「ローズガーデン・フューネラル・オブ・ソーズ」はジョン・ケイルのカヴァーである。シングル収録曲はいずれもスタジオ・アルバム未収録だったが、アルバム『イン・ザ・フラット・フィールド』（1980年）の再発CDにボーナス・トラックとして収録された。

### その他
- 布袋寅泰 - カヴァー・アルバム『MODERN TIMES ROCK'N'ROLL』（2009年）に収録[10]。